# 跳跳虎
跳跳虎（Tigger）是一只拟人化的毛絨老虎，是人們虛構出來的一個動物。他首度出现在1928年的故事集《维尼角的房子》中，这是艾倫·亞歷山大·米恩1926年出版的書籍《小熊维尼》的续集。與其他小熊維尼角色一样，跳跳虎的原型是克里斯托弗·罗宾·米尔恩的一个毛绒动物玩具。华特迪士尼公司後來出品的动画片《小熊维尼》中有跳跳虎這個角色，2000年的电影《跳跳虎歷險記》中也出現了這一角色。